# Mauro Ramos
Mauro Ramos de Oliveira (n. 30 august 1930 în Poços de Caldas – 18 septembrie 2002) a fost un fotbalist brazilian care a jucat pe postul de fundaș central pentru São Paulo F.C., Santos F.C. și Echipa națională de fotbal a Braziliei.

## Titluri
- Campeonato Paulista: 1948, 1949, 1953, 1957, 1960, 1961, 1962, 1964, 1965
- Copa America: 1949
- Cupa Rio Branco: 1950
- Cupa O'Higgins: 1955, 1961
- Campionatul Mondial de Fotbal: 1958, 1962
- Taça Brasil: 1961, 1962, 1963, 1964, 1965
- Copa Libertadores: 1962, 1963
- Cupa Intercontinentală: 1962, 1963
- Roca Cup: 1963
- Torneio Rio-São Paulo: 1959, 1963, 1964, 1966
- Recopa Intercontinental: 1968
- Cupa de Argint a Braziliei: 1968
- Trofeul Theresa Herrera: 1959
- Turneul de la Paris: 1960, 1961